# Aysha vacaria
Aysha vacaria là một loài nhện trong họ Anyphaenidae.
Loài này thuộc chi Aysha. Aysha vacaria được Antonio D. Brescovit miêu tả năm 1992.